# Länsväg 348
De Zweedse weg 348 (Zweeds: Länsväg 348) is een provinciale weg in de provincies Västerbottens län en Västernorrlands län in Zweden en is circa 108 kilometer lang.

## Plaatsen langs de weg
- Överhörnäs (bij Örnsköldsvik)
- Billsta
- Moliden
- Mellansel
- Bredbyn
- Norrflärke
- Kubbe en Norrflärke
- Solberg

## Knooppunten
- Europese weg 4 en Länsväg 335 bij Överhörnäs (begin)
- Riksväg 90 naar Åsele (einde)